# سيمفيوي نونجقايي
سيمفيوي نونجقايي (بالإنجليزية: Simphiwe Nongqayi)‏ مواليد 18 فبراير 1972 في كيب الشرقية، جنوب أفريقيا، هو ملاكم محترف جنوب أفريقي سابق صنّف ضمن فئة وزن الريشة. حقق بطولة الاتحاد الدولي للملاكمة.

## إحصائيات
خاض خلال مسيرته 21 نزالا، فاز في 17 وتعادل في 1 وخسر في 3. فاز بالضربة القاضية في 6 نزالات.

## روابط خارجية
- سيمفيوي نونجقايي على موقع بوكس ريك (الإنجليزية) (registration required)
- سيمفيوي نونجقايي على موقع اتحاد ألعاب الكومنولث (مؤرشف) (الإنجليزية)